# أندرو لويس (ضابط)
أندرو لويس (بالإنجليزية: Andrew Lewis)‏ هو ضابط أمريكي، ولد في 9 أكتوبر 1720 في مقاطعة دونيجال في جمهورية أيرلندا، وتوفي في 26 سبتمبر 1781 في مقاطعة بيدفورد في الولايات المتحدة.